# Platysmacheilus zhenjiangensis
Platysmacheilus zhenjiangensis är en fiskart som beskrevs av Ni, Chen och Zhou 2005. Platysmacheilus zhenjiangensis ingår i släktet Platysmacheilus och familjen karpfiskar. Inga underarter finns listade i Catalogue of Life.